# Beignon
Beignon (Benion em bretão) é uma comuna francesa na região administrativa da Bretanha, no departamento Morbihan. Estende-se por uma área de 24,55 km². Em 2010 a comuna tinha 1 972 habitantes (densidade: 80,3 hab./km²).